# Schloss Limbricht

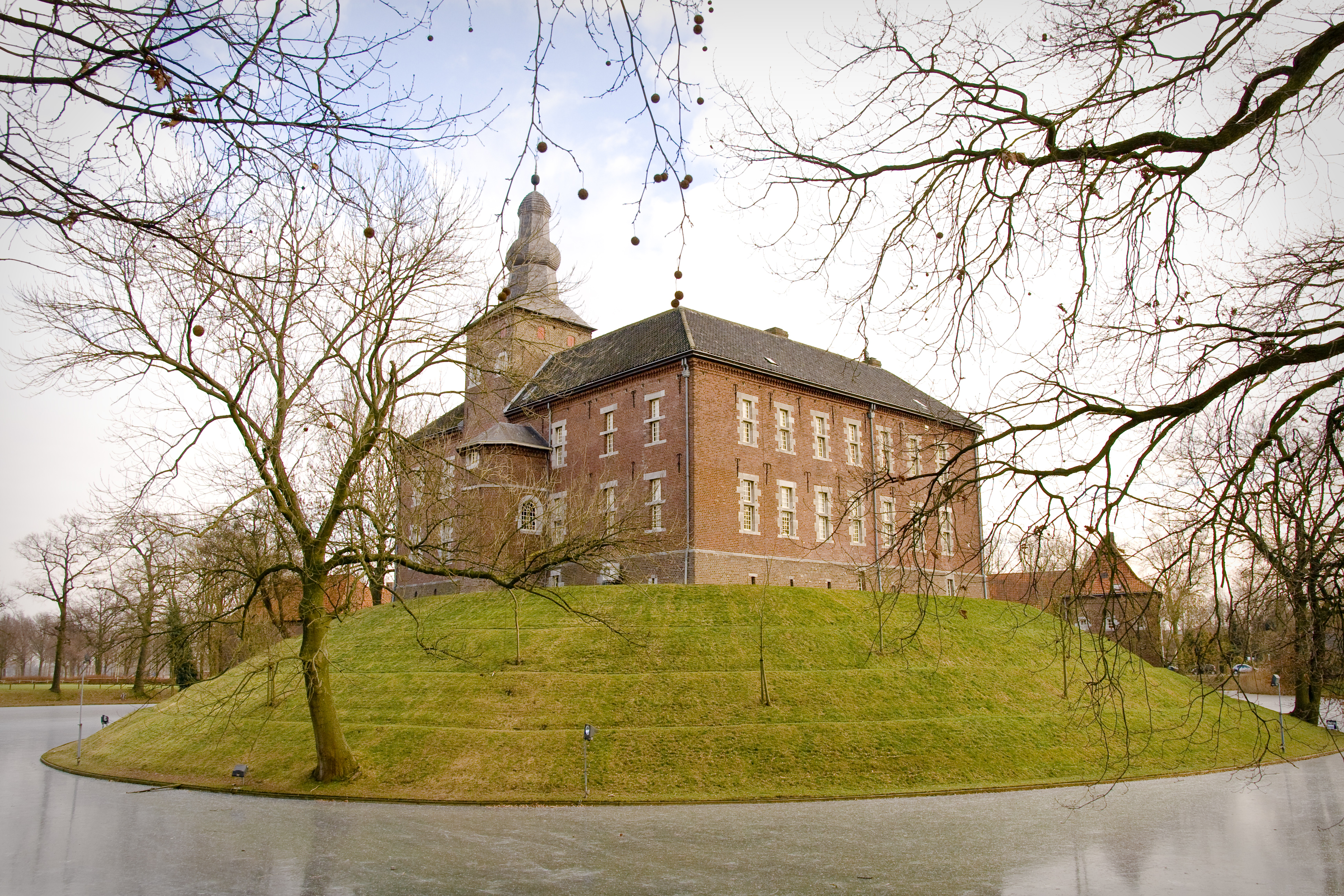
Schloss Limbricht

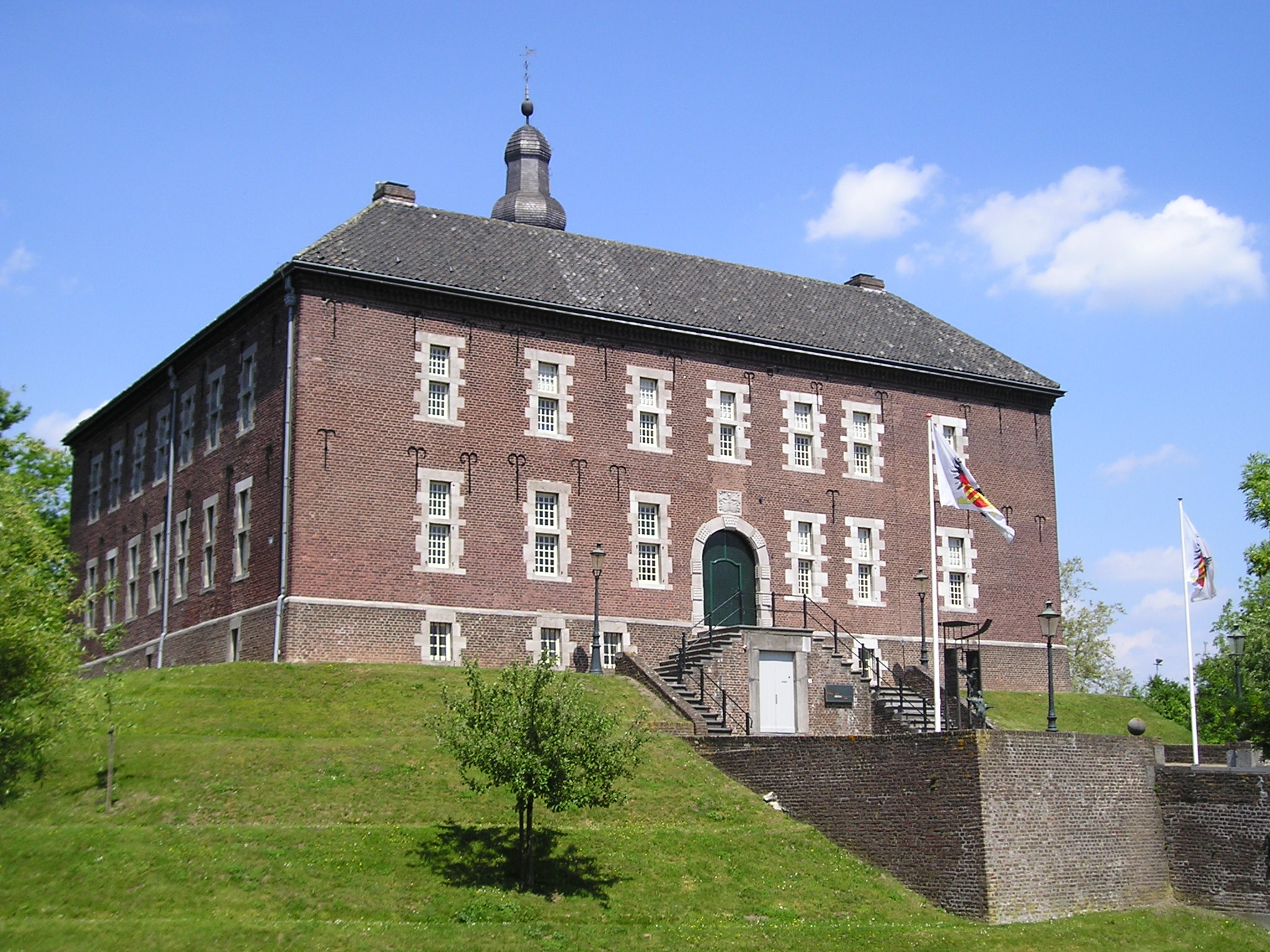
Rückansicht

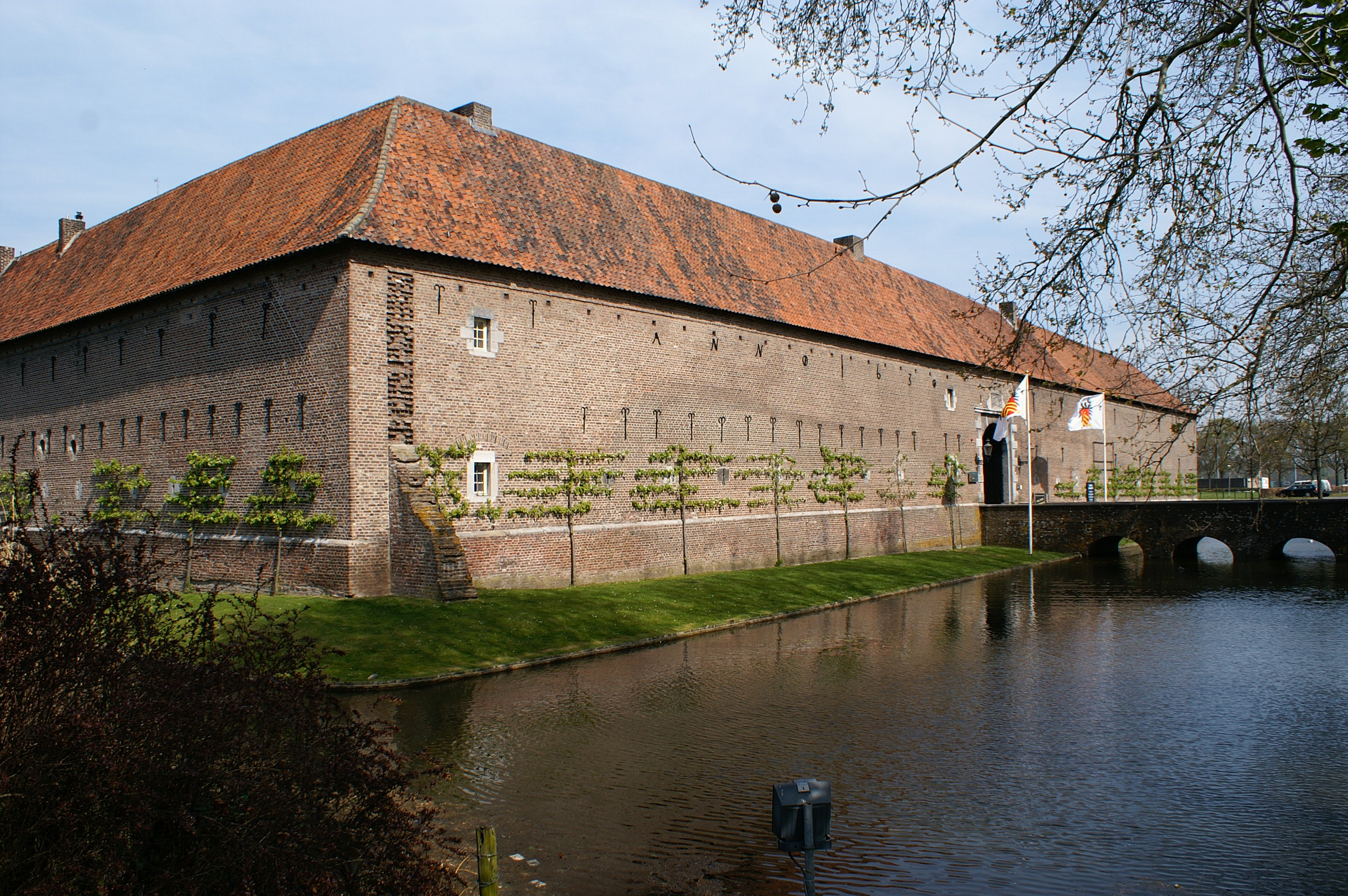
Vorburg

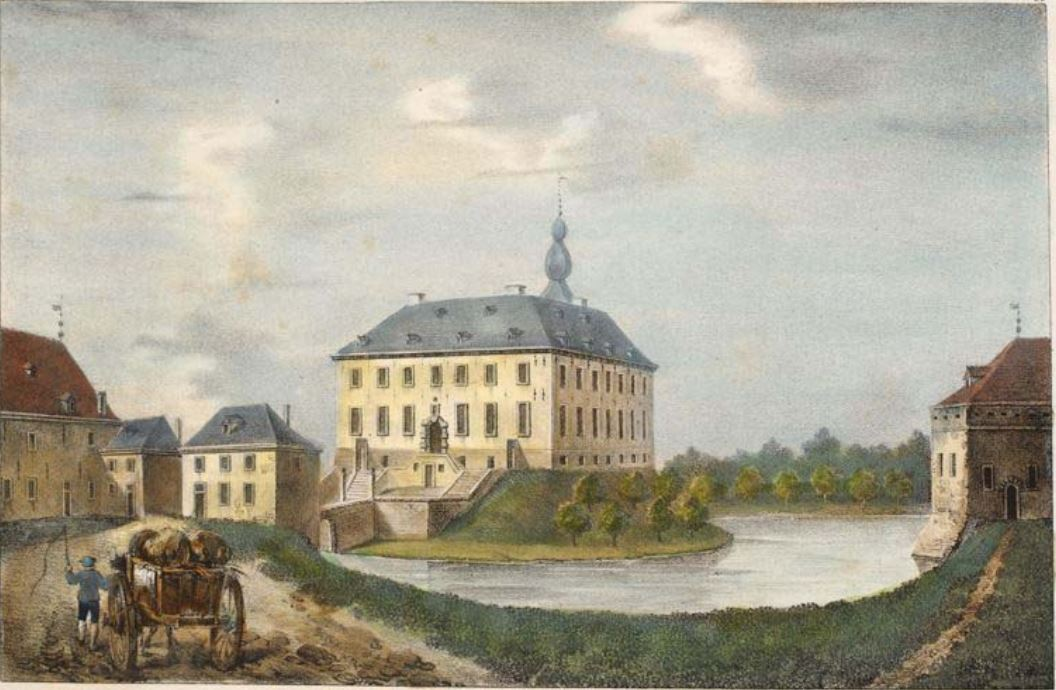
Ansicht um 1810

Das Schloss Limbricht (niederländisch Kasteel Limbricht) liegt in der Nähe von Wäldern und am Rande des gleichnamigen Dorfes Limbricht, das heute zur Gemeinde Sittard-Geleen gehört und ist ein geschütztes Kulturdenkmal.

## Beschreibung des Schlosses
Die Burganlage liegt innerhalb eines breiten Grabens und besteht aus einer Burg und einem Burghof als Vorburg. Das Schloss ist ein komplett unterkellerter vierflügeliger quadratischer Bau um einen kleinen Hof. Die Anlage ist ein seltenes Beispiel für eine Erdhügelburg, eine Burg auf einem künstlich erhöhten Hügel. Die Motte mit der darauf befindlichen Burg liegt wie eine Insel im Graben.
Die Keller des Schlosses haben Mergelstein-Tonnengewölbe und Schießscharten in den Außenwänden. Die vier Flügel des heutigen Schlosses, die ein fünfeckiges Dach haben, wurden zu Beginn des 17. Jahrhunderts im Stil der maasländischen Renaissance mit Fensterrahmen aus Namur-Stein von Nicolaas van Breyll (?–1655) erbaut. Außerdem ließ er den Burgberg auf eine Fläche von 36 mal 36 Metern vergrößern. Ein Chronogramm am Eingangstor gibt das Jahr 1622 als Erbauungsjahr des Schlosses an. Im hinteren Flügel befindet sich ein quadratischer Treppenturm mit einer doppelt geschweiften Turmspitze. Es gibt auch eine fünfseitige Kapelle aus dem Jahr 1643 mit einer Stuckdecke. Im Inneren des Schlosses befindet sich ein großer Saal mit einem Kamin und einem Fries mit den Wappen der Familie Van Breyl.
Die Vorburg ist ein U-förmiger Burghof mit Ankern aus dem Jahr 1630 und wurde in verschiedenen Phasen erbaut. Der West- und Südflügel wurde zuerst gebaut, der Ostflügel kurze Zeit später. Bemerkenswert ist, dass die ursprünglich geplanten Ecktürme nie gebaut wurden. Der Zugang zum Innenhof des Burghofs erfolgt über eine Bogenbrücke über den äußeren Burggraben. Am Eingang im Westflügel befinden sich ein Pförtnerhaus und ein Milchhäuschen. Im 18. Jahrhundert wurde am Ende des Ostflügels ein Schafstall angebaut.

## Geschichte und Bewohner
Die Geschichte der Erdhügelburg geht wahrscheinlich bis ins 10. Jahrhundert zurück. Im frühen Mittelalter entstand auf der Burg wahrscheinlich ein hölzerner Turm oder eine hölzerne Erdhügelburg. Später wurden diese Holzbauten durch Steinbauten ersetzt. Sicher ist, dass unter den heutigen Gebäuden die Reste eines runden Bergfrieds gefunden wurden, der wahrscheinlich im 12. Jahrhundert aus Steinmauerwerk errichtet und später um 1250 umgebaut wurde. Dieser Umbau wurde wahrscheinlich von den ersten Herren von Lemborch durchgeführt, von denen Hermannus de Lemburg der älteste bekannte Herr von Limbricht ist. Er verleiht die Domäne Limbricht an die Herzöge von Brabant, was bedeutet, dass sie nach Belieben hierher kommen und den Ort notfalls auch besetzen durften.
Im Jahre 1457 kam die Burg in den Besitz der Familie Scheiffart von Merode, die dort mehr als anderthalb Jahrhunderte lang leben sollte. Im Jahr 1579, während des Achtzigjährigen Krieges, hielt sich jedoch der Herzog von Parma auf der Burg auf, wo es zu Plünderungen und Zerstörungen kam. Im Jahre 1619 hatte Johan V. Scheiffart van Merode, Herr von Limbricht, die Absicht, „die Herrschaft dem Culiksen Raede von Düsseldorf zu unterwerfen“. Doch nach Problemen mit der Erbfolge in der Familie Scheiffart de Merode kam das Schloss schließlich an Nicolaas van Breyll, früher bekannt als Nicolaas Mulrepas, den Erbauer des heutigen Schlosses.
Im Jahr 1705 starb die letzte Nachfahrin der Familie Van Breyll, Elisabeth Cecilia van Breyll. Der Besitz ging an die Familie Bentinck in der Person von Frans Nicolaas, Baron van Bentinck, über. Als die Franzosen 1794 einmarschierten, musste die Familie Bentinck ihre Besitztümer aufgeben. Im Jahr 1810 wurde das Schloss von der Familie Michiels van Kessenich erworben, die es als Jagdschloss nutzte.
In den Jahren 1813 und 1814 diente das Schloss als Lazarett für Tausende von kranken und verwundeten französischen Soldaten, die aus der Schlacht bei Leipzig zurückkehrten. Viele dieser Soldaten litten an Ruhr und wurden von der einheimischen Bevölkerung versorgt. Eine große Anzahl von ihnen (687 Soldaten) überlebte nicht und wurde auf dem französischen Friedhof in Limbricht begraben. Auch eine Reihe von Limbrichtern musste ihren Einsatz für die Soldaten mit dem Leben bezahlen.
Im Jahr 1917 wurde das Schloss als Internierungslager für deutsche Kriegsgefangene genutzt, die die belgisch-niederländische Grenze überquerten und von den niederländischen Behörden als Schmuggler verhaftet wurden.

## Besitzer des Schlosses
Wahrscheinlich schon seit dem 10. Jahrhundert bis 1426 waren die Herren von Lemborch (van Limborch) im Besitz des Schlosses, der älteste bekannte Schlossherr war Hermannus de Lemburg, der 1260 erstmals erwähnt wurde.
1426–1457 Durch Verkauf kam die Burg in den Besitz des Ehepaars Hendrick van Welckenhuysen, Herr von Clermont, und Agnes van Berghe.
1457–1619 Durch Teilung kam die Burg in den Besitz von Johan II Scheiffart van Merode. Unter dieser Familie kam das Schloss während des Achtzigjährigen Krieges in staatliche Hände.
Von 1619 bis 1706 waren die Eigentümer die van Breyll. Nach dem Tod von Maria Scheiffart van Merode erbte Nicolaas van Breyll das Schloss. Unter der Familie Breyll kam die Burg während des Achtzigjährigen Krieges erstmals in spanische Hände. Ab 1665 gehörte Limbricht zum Land von Gulik.
In den Jahren 1706–1810 gehörte das Schloss mit Unterbrechung denen van Bentinck. Nach dem Tod von Elisabeth Cecilia van Breyll, Tochter von Nicolaas, ging das Schloss in den Besitz der Familie ihres Mannes, van Bentinck, über. Nach dem Einmarsch der Franzosen 1793 in den südlichen Niederlanden floh Baron van Bentinck nach Düsseldorf. Das Schloss war vorübergehend in französischer Hand.
1810–1955 Michiels van Kessenich verkauft des Schlosses an den Roermonder Bürgermeister Hendrik Joseph Michiels, Herr von Kessenich und Besitzer von Huis Hattem in Roermond. Im Jahr 1822 erhob ihn König Wilhelm I. in den Adelsstand als Baron Michiels van Kessenich.
1955 ging das Schloss an das Bishop’s College Sittard, das es für seine Schüler nutzt.
1955 ging die Stiftung Schloss Limbricht durch Verkauf an die heutige Eigentümerin Stiftung Schloss Limbricht über, die das Schloss restauriert und nutzt.

## Die Gegenwart
Im Jahr 2020 ist das Schloss im Besitz der Stichting Kasteel Limbricht. Der Komplex wurde in den 1950er und 1960er Jahren von der Stiftung gründlich restauriert, wobei der im Zweiten Weltkrieg zerstörte Ostflügel wieder aufgebaut wurde, wovon die Jahreszahl 1969 am Gebäude zeugt. Das Vorschloss wird als multifunktionales Bewirtungszentrum mit Restaurant, Tagungs-, Konferenz- und Partyräumen genutzt. Schloss Limbricht ist auch ein offizieller Hochzeitsort. Das Hauptschloss hat im Laufe der Jahre verschiedene Firmen beherbergt und wird seit 2017 weiter renoviert.

## Trivia
Im 17. Jahrhundert war das Schloss Sitz des Schöffengerichts. Im Jahre 1674 wurde Entgen Luyten von der Schöffenbank der „hexerei und quade toeverei“ beschuldigt. Sie bestritt jede Schuld, wurde aber dennoch zur Folter verurteilt. Nach mehreren Verhören wurde die Angeklagte schließlich mit der Schlinge um den Hals tot im Gefängnis aufgefunden. Die endgültige Schlussfolgerung der Ärzte war Selbstmord. Sie starb in den Kerkern von Schloss Limbricht und war die letzte der Hexerei beschuldigte Frau, die in den Niederlanden getötet wurde.